# Icchak Meir Alter

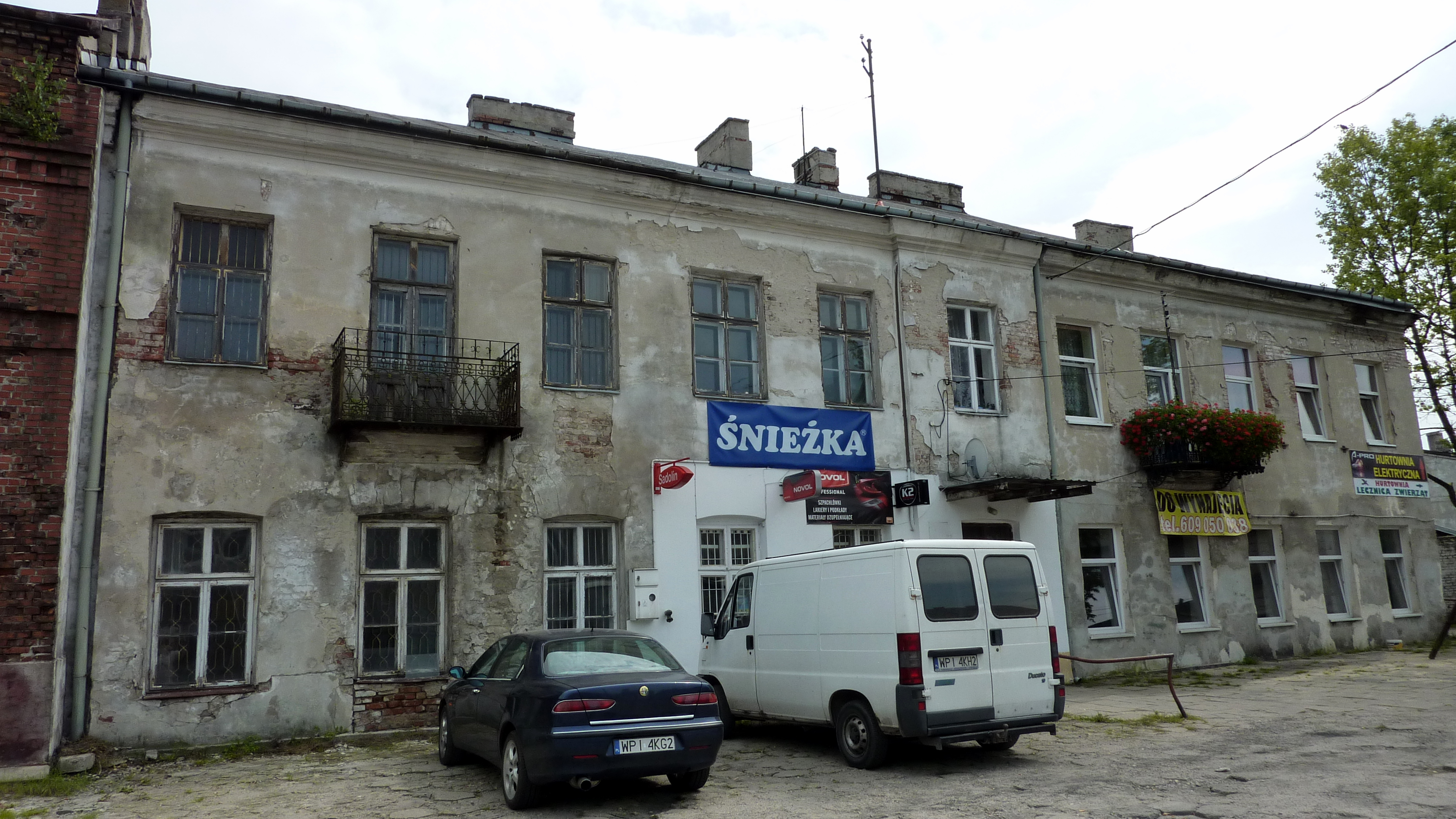
Dwór cadyka Icchaka Altera w Górze Kalwarii

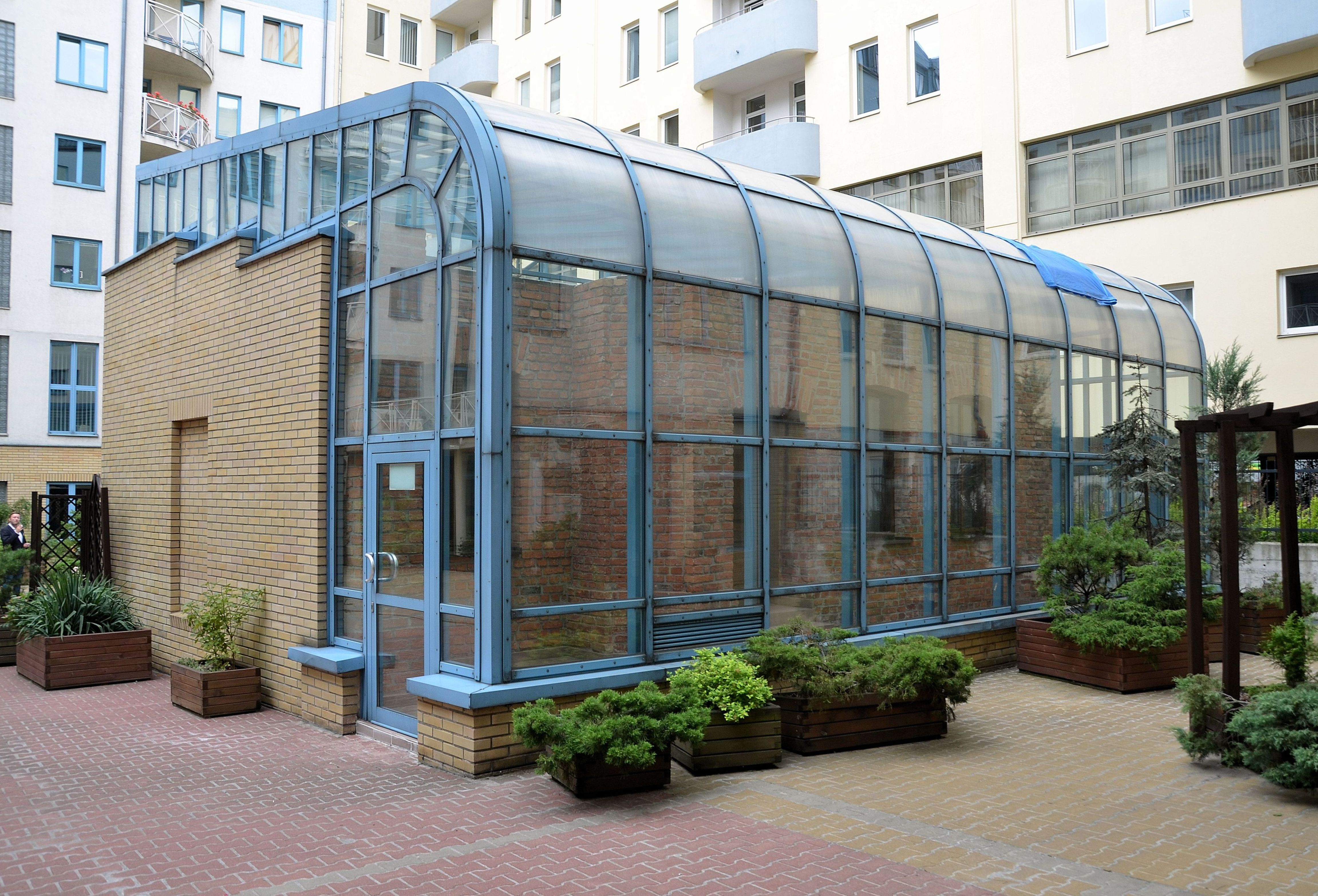
Zabezpieczony fragment budynku Żydowskiego Domu Studiów Religijnych i Modlitwy przy ul. Żelaznej 57 w Warszawie, w którym znajdowała się synagoga Icchaka Altera

Icchak Meir Rothenberg Alter (jid. יצחק מאיר אלטער; ur. 1798 w Magnuszewie, zm. 10 marca 1866 w Górze Kalwarii) – polski rabin, talmudysta, założyciel i pierwszy cadyk chasydzkiej dynastii Ger. 
Nazywany przez swoich zwolenników reb Icie Majer, Mądry RIM (akronim od Rabbi Icchak Meir) lub Chidusze ha-Rim.

## Życiorys
Icchak Meir Alter urodził się w Magnuszewie. Był synem Izraela z Góry Kalwarii. Już w dzieciństwie wyróżniał się błyskotliwością i oryginalnością przemyśleń. Nauki pobierał u Israela Hopsztajna z Kozienic, Simchy Bunema z Przysuchy, a następnie u Menachema Mendla Morgensterna z Kocka. Po śmierci cadyka Morgensterna w 1859 roku, Alter skupił wokół siebie większość jego uczniów. Ten rok uznaje się za powstanie chasydzkiej dynastii Ger. Od 1843 roku był honorowym członkiem rabinatu warszawskiego, co umocniło wpływy chasydyzmu na tym terenie. W Warszawie przez pewien czas prowadził założoną przez siebie synagogę oraz jesziwę, znajdujące się przy Żelaznej 57.
Alter za najważniejszy obowiązek uznawał studiowanie Tory, podkreślał radość, jaką niesie nauka talmudyczna, nie uznawał cudów oraz przeciwstawiał się wierze w cudotwórczą moc cadyka, nie przyjmował datków od swoich zwolenników. Utrzymywał się z wyrobu i handlu tabaką, czym zajmowała się jego żona. Angażował się w działalność polityczną, m.in. walczył o zniesienie carskiego ukazu o kantonistach.
Icchak Meir Alter zmarł 10 marca 1866. Został pochowany w ohelu na cmentarzu żydowskim w Górze Kalwarii. Jego wydane pośmiertnie w 1875 roku w Warszawie dzieło „Chidusze ha-Rim” było jedną z ważniejszych prac dotyczących rytuału judaizmu i lekturą w polskich jesziwach. Był także autorem kilku tomów komentarzy do Talmudu.

## Życie prywatne
Od 1811 roku żoną Altera była Feigele Lipszyc, córka Moszego Lipszyca, z którą miał 14 dzieci. Wieku dorosłego dożył tylko jeden syn: Abraham Mordechaj oraz trzy córki: Cyna Pesia, Lea Hudes i Estera.